# Karl Kothe

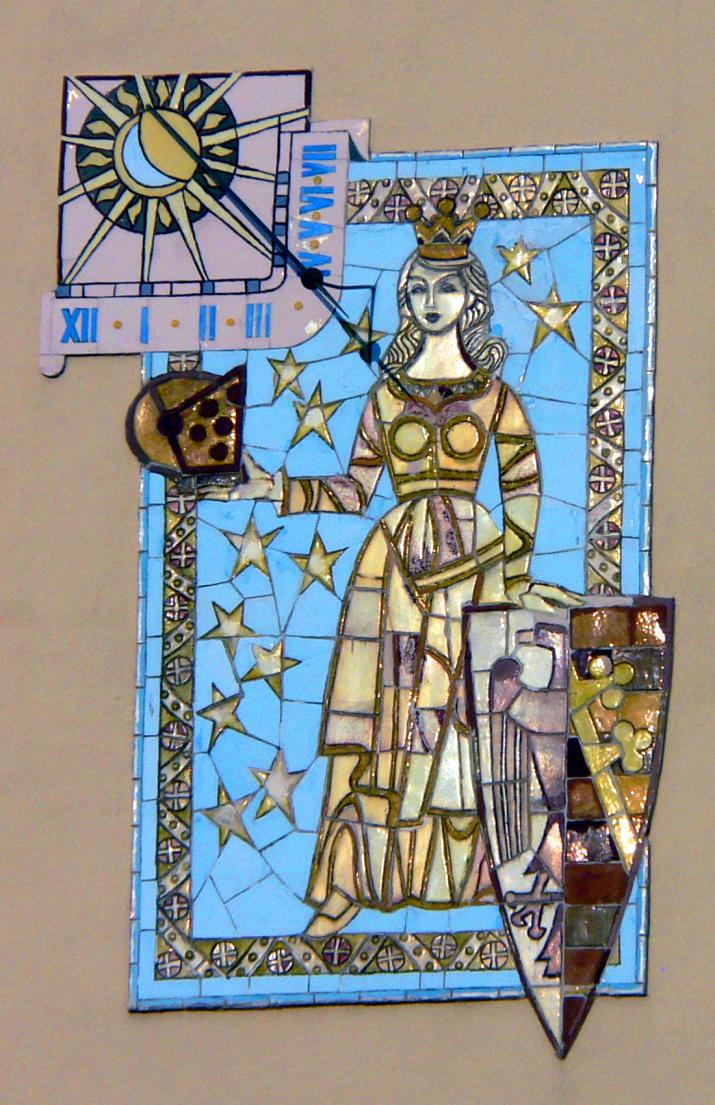
Kothes Keramikwandbild
„Stadtwappen Coswiger Jungfrau mit Sonnenuhr“
am Rathaus von Coswig

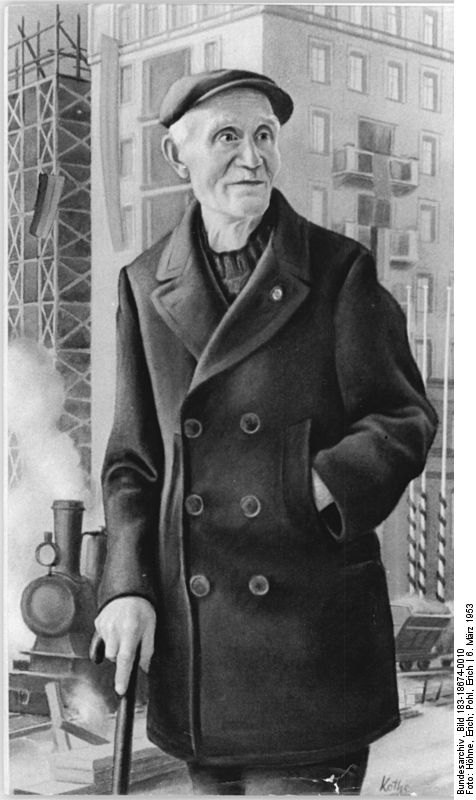
Gemälde „Parteiveteran Gustav Schlichtholz“,
1953 ausgestellt in der III. Deutschen Kunstausstellung

Franz Karl Kothe (* 11. März 1913 in Coswig (Anhalt); † 15. August 1965 in Dessau) war ein deutscher Maler, Bildhauer und Grafiker.

## Leben
Kothe wurde als Sohn des Tonwarenfabrikanten Franz Kothe und seiner Frau Henriette Luise (geb. Strauchenbruch) geboren. 1916 starb sein Vater im Ersten Weltkrieg. Von 1920 bis 1929 besuchte Kothe die Grundschule und Realschule in Coswig. Anschließend absolvierte er eine Lehre als Maler beim Malermeister Kühne in Dessau. Sie sollte als Grundlage des von ihm angestrebten künstlerischen Berufs dienen. Anfang der 1930er Jahre begann Kothe eine Hochschulausbildung an der Nordischen Kunsthochschule Bremen, der späteren Kunsthochschule Bremen. Deren Leiter und sein Förderer war Fritz Mackensen, der frühere Direktor der Kunsthochschule Weimar.
Am 25. Januar 1935 wurde Kothe wegen Diskrepanzen zwischen Schülern und Lehrern über die künstlerische Ausrichtung der Hochschule von der Kunsthochschule Bremen „freiwillig“ verwiesen. Er akzeptierte unter anderem nicht die Einsetzung des Malers Carl Horn, des Schwiegervaters von Rudolf Heß, in die Leitung der Nordischen Kunsthochschule Bremen. Weitere dreizehn Studierende, die sich mit ihm solidarisch erklärten, erhielten Studienverbot an allen deutschen Hochschulen. 1939 wurde Kothe zum Kriegsdienst beim Bodenpersonal der Luftwaffe einberufen. Von April bis Dezember 1945 war er in amerikanischer Kriegsgefangenschaft.
Anfang 1946 trat Karl Kothe in die Kommunistische Partei Deutschlands (KPD) ein und übte in den folgenden Jahren verschiedene Funktionen vor allem in der Kulturpolitik aus. Ende 1952 gründete er in Halle die Malerbrigade „Lukas Cranach“ und bemühte sich in dieser Gruppe mit weiteren 18 Malern um die Verwirklichung des Sozialistischen Realismus in der Kunst. Er nahm an verschiedenen Ausstellungen teil, wo er wiederholt Kunstpreise erhielt. Um 1955 gründete er gemeinsam mit Manfred Butzlav das Coswiger Keramikmuseum, das heutige Stadtmuseum im Klosterhof in Coswig, und schuf dafür einen Wandfries. Wandkeramiken schuf er auch für die Betriebspoliklinik des Stickstoffwerkes Piesteritz.
Kothe war Mitglied des Verbands Bildender Künstler der DDR. Sein Atelier befand sich in Coswig in der ehemaligen Tonwarenfabrik seiner Eltern in der Berliner Str. 6.
Kothe war ab 1952 mit der Direktorin einer Coswiger Oberschule Gertrud Masurath (1922–2007) verheiratet. Das Paar hatte fünf Kinder.

## Werk

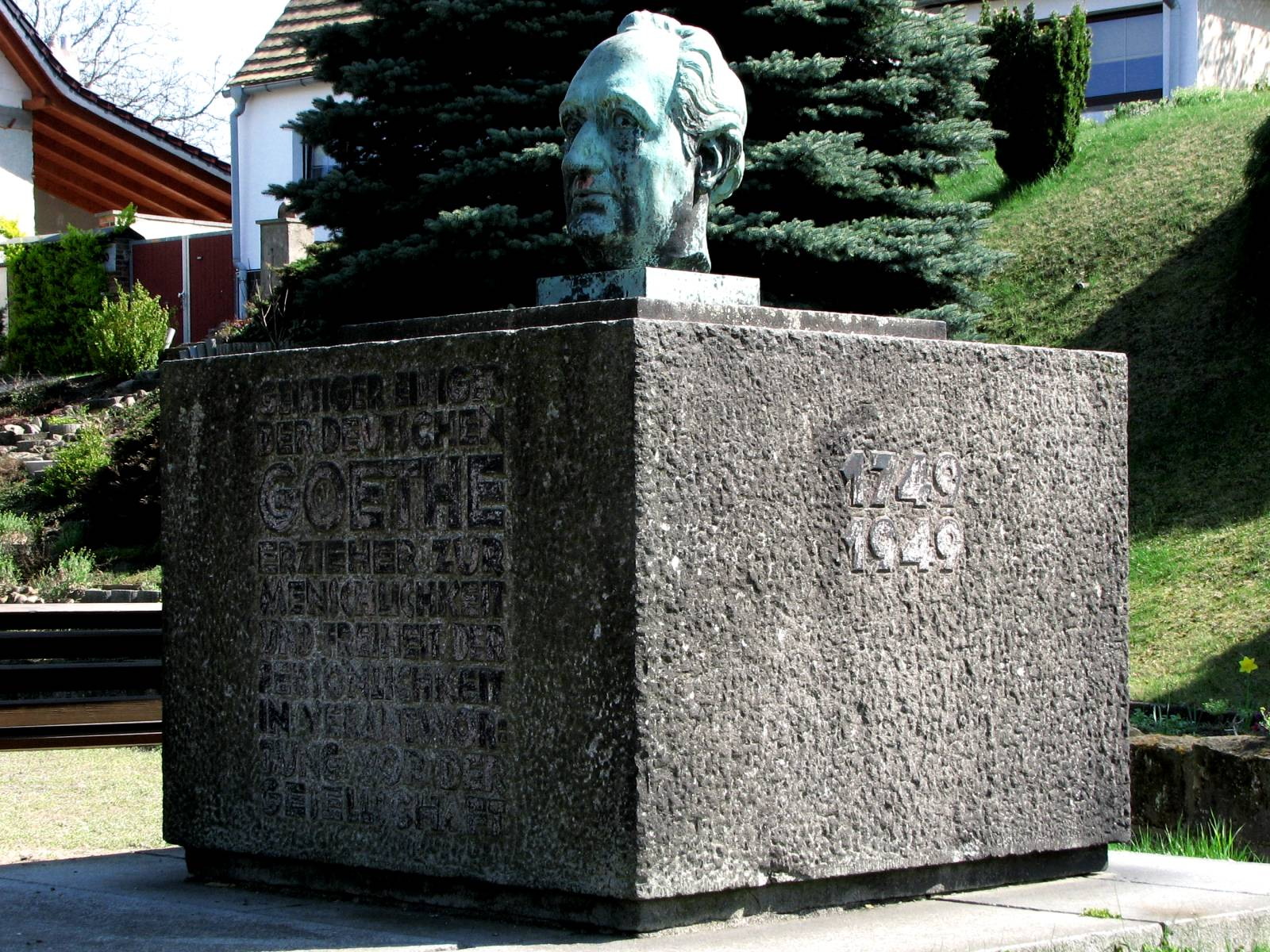
Gedenkstein zum 200. Geburtstag Johann Wolfgang von Goethes
in Coswig/Anhalt mit der Inschrift „Geistiger Einiger der Deutschen Goethe Erzieher zur Menschlichkeit und Freiheit der Persönlichkeit in Verantwortung vor der Gesellschaft“

1953 schuf Karl Kothe im Auftrag des VEB Mansfeld Kombinat Wilhelm Pieck das Ölgemälde Die Fahne von Kriwoi Rog, welches die Übergabe der gleichnamigen Fahne an die Rote Armee thematisierte. Es wird als sein bekanntestes Werk bezeichnet und gilt als verschollen. Dieses Motiv griff Kothe in abgewandelter Form im gleichen Jahr für ein überdimensionales Wandbild im Dessauer Hauptbahnhof auf, das den Arbeitstitel „Hammer, Sichel, Buch und Gewehr vorwärts zum Sozialismus“ trug. Es wird seit 1993 durch eine Werbetafel verdeckt.
Ende der 1950er Jahre und Anfang der 1960er Jahre bis zu seinem Tod widmete sich Karl Kothe vor allem der Kunst am Bau. 1954 war er Vorsitzender der Jury zur Werkschau der Bildenden Künstler im Bezirk Halle in der Staatlichen Galerie Moritzburg, in der Kothe auch selbst als Künstler auftrat. Kothe war unter anderem mit Entwürfen für ein Wandgemälde für die Zweijahresschule in Eisleben vertreten.

## Kritik
Kothe und seine politischen Aktivitäten für die SED sind in der Literatur nicht unumstritten. So nennt ihn Wolfgang Hütt einen „sehr mittelmäßigen Maler und einen um so mehr dienstwilligen Funktionär der SED“, der Arbeiten seiner Kollegen als „dekadent“ angezeigt habe, wenn sie eine „Abweichung von Leben und Lebensverneinung“ zeigen würden. Kothe griff im Zuge des Formalismusstreits 1953 vor allem den Maler Hermann Bachmann an, der daraufhin seine Heimatstadt Halle und die DDR verließ.

## Ausstellungen (unvollständig)

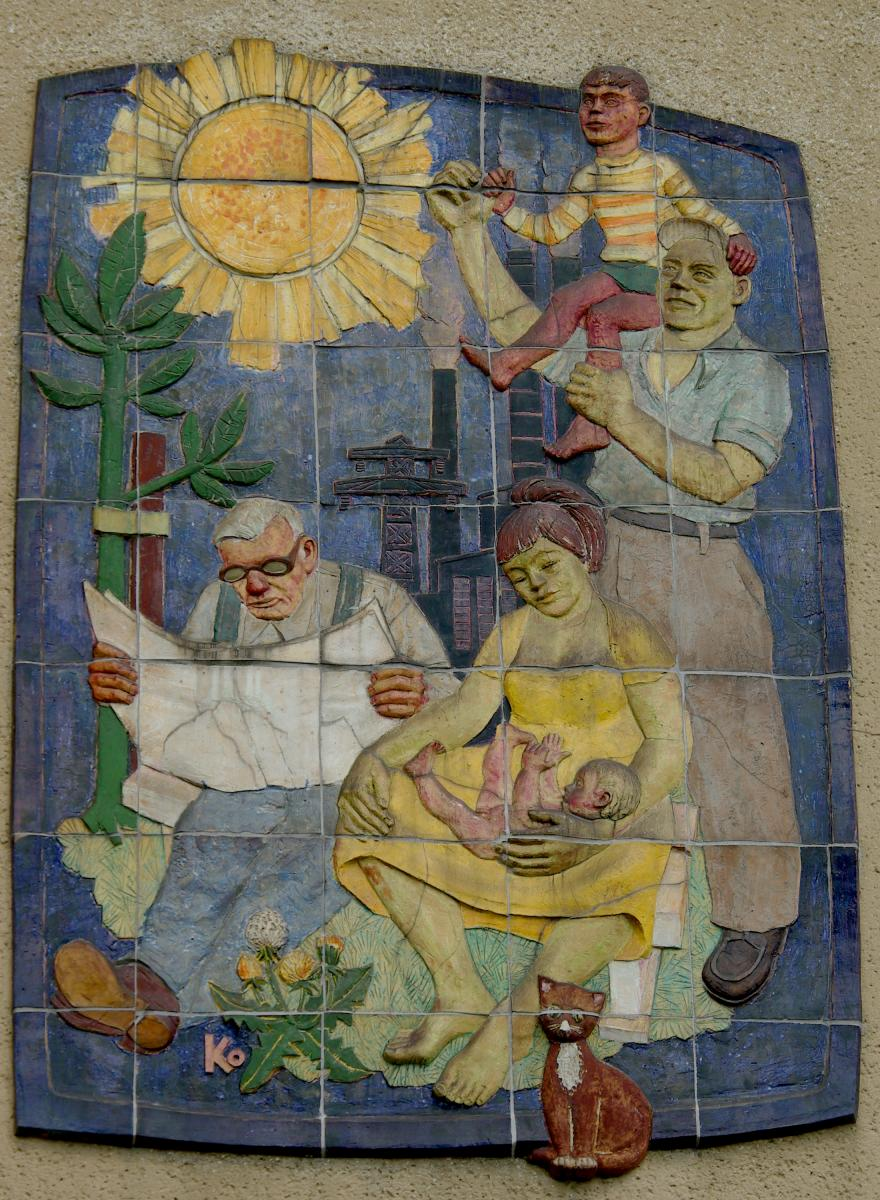
DDR-Kunst am Bau: Keramikrelief von Karl Kothe aus dem Jahr 1960 an einem Wohnhaus in Roßlau, nahe der Schiffswerft

- 1954 und 1969: Bezirksausstellung bzw. Bezirkskunstausstellung Halle/Saale
- 1953: Dritte Deutsche Kunstausstellung im Dresdner Albertinum
- 1954: Werkschau, Staatliche Galerie Moritzburg, Halle[9]

- 1957: Mit unserem neuen Leben verbunden – Gastausstellung zum 10. Jahrestag der DDR, Akademie der Künste, Berlin[10]

Parteiveteran Gustav Schlichtholz
- 1960: Kunst der Gegenwart, Staatliche Galerie Moritzburg, Halle[11]

- 1969: Architektur und bildende Kunst, Bezirk Halle[12]

## Werke (Auswahl)

### Baugebundene Werke und Werke im öffentlichen Raum
- 1949 Gedenkstein anlässlich des 200. Geburtstags von Johann Wolfgang von Goethe in der Wittenberger Straße in Coswig
- 1958 Wolke schiebt sich vor Sonne; Wandbild an beiden Seiten der Friedhofshalle Coswig
- 1962 Keramikwandbild in der Käthe-Kollwitz-Schule (?) in der Lutherstadt Wittenberg
- 1962 Keramikplakette zur 775. Jahrfeier der Stadt Coswig
- 1963 Die Wissenschaft dient dem Leben. Wandbild in Putzkeramik; Foyer des Hauptgebäudes der heutigen Technischen Hochschule Leuna-Merseburg; mit Karlheinz Wenzel
- 1964 Der Mensch und das Buch. Wandbild in Putzkeramik; Stadtbibliothek Wittenberg
- 1964 Stadtwappen Coswiger Jungfrau mit Sonnenuhr; Keramikwandbild
- 1964 Gedenkstein gegen den Faschismus am Eingang des Stadtschlosses Coswig, heutige Schlossstraße

### Malerei
- Parteiveteran Gustav Schlichtholz (Kaseinfarbe, 147 × 97 cm)

- Die Fahne von Kriwoi Rog (1953, Öl; Arbeit für das Mansfeld-Kombinat)[13]
- Mutter Brosowski (vor 1955, Mischtechnik)[14]